# Makalata
Makalata is een geslacht van zoogdieren uit de familie van de stekelratten (Echimyidae). De wetenschappelijke naam van het geslacht werd in 1978 gepubliceerd door Husson.

## Soorten
Er worden 2 soorten in dit geslacht geplaatst:
- Makalata didelphoides (Desmarest, 1817)
- Makalata macrura (Wagner, 1842)